# Bezirk Stein (Krain)

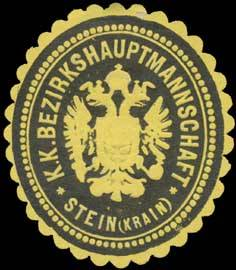
Siegelmarke C.K. Okrajno glavarstvo Kamnik / Bezirkshauptmannschaft Stein

Der Bezirk Stein  (slowenisch Okraj Kamnik) war ein Politischer Bezirk im Herzogtum Krain. Der Bezirk umfasste Teile von Oberkrain. Sitz der Bezirkshauptmannschaft (slowenisch Okrajno glavarstvo Kamnik) war die Gemeinde Stein in Krain (Kamnik).
Das Gebiet wurde nach dem Ersten Weltkrieg im Zuge des Vertrags von Saint-Germain 1919 Jugoslawien zugeschlagen und ist seit 1991 Teil der Republik Slowenien.

## Geschichte
| Jahr | Fläche (km²) | Ein- wohner | Slowenisch- sprachige | Deutsch- sprachige |
| ---- | ------------ | ----------- | --------------------- | ------------------ |
| 1880 |              | 39.079      | 38.400                | 266                |
| 1890 |              | 40.210      | 39.780                | 330                |
| 1900 | 611,05       | 40.020      | 39.614                | 317                |
| 1910 | 610,91       | 39.561      | 38.971                | 481                |

Die modernen, politischen Bezirke der Habsburgermonarchie wurden 1867/68 im Zuge der Trennung der politischen von der judikativen Verwaltung geschaffen.
Der Bezirk Stein wurde dabei per 10. März 1867 aus den Gerichtsbezirken Stein (slowenisch Sodni okraj Kamnik) und Egg (Brdo) gebildet.
Im Bezirk Stein lebten 1869 38.204 Personen, wobei der Bezirk 6311 Häuser beherbergte.
Der Bezirk wies 1880 eine anwesende Bevölkerung von 39.079 Personen auf, wobei 38.400 Menschen Slowenisch und 266 Menschen Deutsch als Umgangssprache angaben.
1910 wurden für den Bezirk 39.561 Personen ausgewiesen, von denen 38.971 Slowenisch (98,5 %) und 481 Deutsch (1,2 %) sprachen.
Durch die Grenzbestimmungen des am 10. September 1919 abgeschlossenen Vertrages von Saint-Germain wurde der Bezirk Stein zur Gänze dem Königreich Jugoslawien zugeschlagen.